# Luca Brecel
Luca Brecel ( * 8. března 1995) je belgický profesionální hráč snookeru. Čtyřnásobný vítěz bodovaných turnajů na profesionálním okruhu Brecel je úřadujícím mistrem světa ve snookeru, když v roce 2023 ve finále porazil čtyřnásobného mistra světa Marka Selbyho 18–15.

## Kariéra
Snookeru se Brecel začal věnovat v devíti letech. Již ve čtrnácti vyhrál mistrovství Evropy do 19 let.Na mistrovství světa debutoval ve věku 17 let a 45 dní, čímž překonal rekord Stephena Hendryho a stal se nejmladším hráčem v historii turnaje. Stal se prvním hráčem z kontinentální Evropy, který vyhrál bodovaný turnaj, když vyhrál v roce 2017 China Championship, po kterém následovaly finále UK Championship a vítězství na Scottish Open 2021 a Championship League 2022. Dosavadním vrcholem jeho kariéry je titul mistra světa 2023, kdy porazil postupně Rickyho Waldena, Marka Williamse, Ronnieho O'Sullivana, Sia Jiahuie a ve finále Marka Selbyho.